# 노송초등학교
노송초등학교는 대한민국 충청북도 영동군 황간면 목화실길 23 (노근리)에 있었던 공립 초등학교이다.

## 연혁
- 1955년 5월 8일 황간국민학교 노근분교장 개교(설립인가 4월 1일)
- 1957년 9월 18일 노송국민학교로 인가
- 1958년 4월 1일 노송국민학교 개교
- 1985년 9월 1일 병설유치원 인가 개원
- 1995년 3월 1일 노송초등학교로 개명
- 2002년 3월 1일 황간초등학교로 통폐합